# Csempeszkopács
Csempeszkopács é um município da Hungria, situado no condado de Vas. Tem 5,4 km² de área e sua população em 2015 foi estimada em 283 habitantes.